# 로버트 엘스윗
로버트 크리스토퍼 엘스윗(Robert Christopher Elswit, 1950년 4월 22일)은 미국의 영화 촬영 감독이다. 폴 토머스 앤더슨과 총 6편의 영화를 촬영했으며, 2007년 《데어 윌 비 블러드》로 아카데미 촬영상을 수상했다.